# 沙瓦讷 (上索恩省)
沙瓦讷（法語：Chavanne，法語發音：[ʃavan]）是法国上索恩省的一个市镇，属于吕尔区。

## 地理
沙瓦讷（47°33'28"N, 6°39'29"E）面积2.32 平方千米，位于法国勃艮第-弗朗什-孔泰大區上索恩省，该省份为法国东部内陆省份，北起顺时针与孚日省、贝尔福地区省、杜省、汝拉省、科多尔省和上马恩省接壤。
与沙瓦讷接壤的市镇（或旧市镇、城区）包括：索尔诺、代桑当、勒韦尔努瓦。
沙瓦讷的时区为UTC+01:00、UTC+02:00（夏令时）。

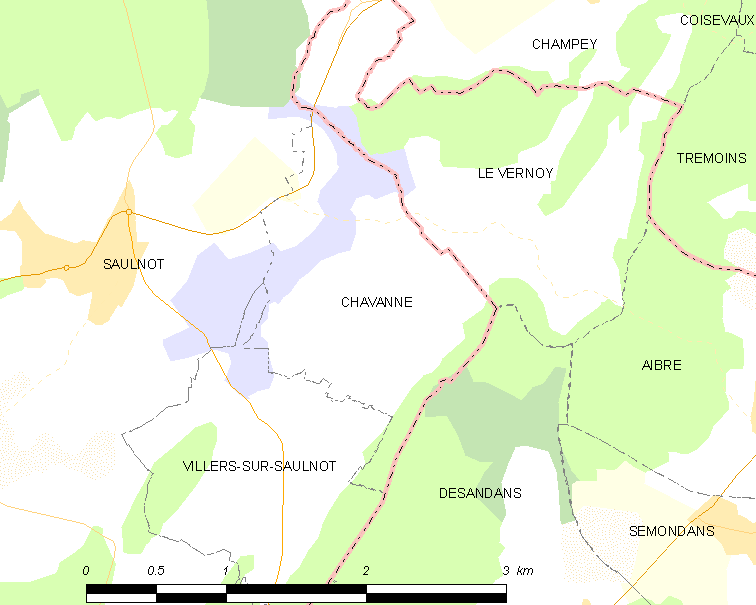
沙瓦讷的OSM定位图

## 行政
沙瓦讷的邮政编码为70400，INSEE市镇编码为70147。

## 政治
沙瓦讷所属的省级选区为埃里库尔第二县。

## 人口

1962-2008年间沙瓦讷人口变化图示

沙瓦讷于2022年1月1日时的人口数量为215人。